# SN 2005do
SN 2005do – supernowa typu Ia odkryta 8 sierpnia 2005 roku w galaktyce UGC 2495. W momencie odkrycia miała maksymalną jasność 17,40m.